# Euphorbia lioui
Euphorbia lioui — вид рослин із родини молочайних (Euphorbiaceae), зростає на півночі Китаю.

## Опис
Це прямовисна трава 10–15 см заввишки. Корінь тонкий, жовто-коричневий, 6–16 см × 2–6 мм. Стебла у товщину 2–4 мм, значно розгалужені вище середини; присутні стерильні стебла, ≈ 10 см. Листки чергові; прилистки відсутні; ніжка листка відсутня; пластини від лінійних до зворотно-яйцювато-ланцетних, 2–6 см × 3–7 мм, основа послаблена або усічена, вершина загострена або гостра. Квітки жовті. Період цвітіння: травень.

## Поширення
Зростає на півночі Китаю: Внутрішня Монголія. Населяє передні рівнини гір.